# Ljubov' Ljadova
Ljubov' Ljadova (cirillico Любовь Лядова; Nolinsk, 17 novembre 1952) è un'ex fondista sovietica.

## Biografia
In Coppa del Mondo ottenne il primo risultato di rilievo il 13 marzo 1982 a Kiruna (4ª), risultato che sarebbe riuscita a replicare, ma non a superare, altre tre volte.
In carriera prese parte a un'edizione dei Giochi olimpici invernali, Sarajevo 1984 (12ª nella 10 km, 7ª nella 20 km, 4ª nella staffetta), e a una dei Campionati mondiali, Oslo 1982, vincendo una medaglia.

## Palmarès

### Mondiali
- 1 medaglia:
  - 1 argento (staffetta a Oslo 1982)

### Coppa del Mondo
- Miglior piazzamento in classifica generale: 6ª nel 1983